# Physalaemus albonotatus
Physalaemus albonotatus là một loài ếch trong họ Leptodactylidae.
Nó được tìm thấy ở Argentina, Bolivia, Brasil, Paraguay, và có thể cả Uruguay.
Các môi trường sống tự nhiên của chúng là các khu rừng khô nhiệt đới hoặc cận nhiệt đới, rừng ẩm vùng đất thấp nhiệt đới hoặc cận nhiệt đới, xavan ẩm, vùng đất có cây bụi nhiệt đới hoặc cận nhiệt đới, vùng cây bụi ẩm khu vực nhiệt đới hoặc cận nhiệt đới, đồng cỏ khô nhiệt đới hoặc cận nhiệt đới vùng đất thấp, đồng cỏ nhiệt đới hoặc cận nhiệt đới vùng ngập nước hoặc lụt theo mùa, hồ nước ngọt, hồ nước ngọt có nước theo mùa, đầm nước ngọt, vùng đồng cỏ, các đồn điền, vườn nông thôn, các vùng đô thị, và đất nông nghiệp có lụt theo mùa.